# 焦油博士和羽毛教授的對話
《焦油博士和羽毛教授的對話》是一部由愛倫·坡於1845年所著的短篇小說， 當時發佈在Graham's Magazine上
。

## 故事簡介
主角到法國一間精神療養院參觀，這間療養院以現實管理而聞名。院長邀請主角一同晚膳以了解療養院的運作，在晚膳上主角遇到很多奇異的人，有人認為自己是一隻雞，有人認為自己是一隻青蛙，院長解釋這些都是焦油博士和羽毛教授的研究結果。後來，有人衝入療養院，指院長其實才是精神病患者，療養院的職員都被假院長囚禁著。